# Ammodillus imbellis
Ammodillus imbellis је врста глодара из породице мишева.

## Распрострањење
Врста има станиште у Етиопији и Сомалији.

## Станиште
Станиште врсте је травна вегетација.

## Угроженост
Подаци о распрострањености ове врсте су недовољни.